# A Public Affair (песня)
«A Public Affair» — первый сингл американской певицы Джессики Симпсон из её пятого студийного альбома A Public Affair, выпущенный 29 июня 2006 года. В песне использованы семплы песни Мадонны «Holiday».

## Список композиций
- Австралийский CD-сингл

1. «A Public Affair» (радио-версия)
2. «A Public Affair» (расширенная версия)
3. «A Public Affair» (караоке-версия)

- Макси-сингл

1. «A Public Affair» (радио-версия)
2. «A Public Affair» (расширенная версия)
3. «A Public Affair» (Instrumental)
4. «A Public Affair» (Remix)
5. «A Public Affair» (видеоклип)

- Британский/немецкий CD-сингл

1. «A Public Affair» — 3:19
2. «A Public Affair» (Alex Greggs Remix) — 3:48

## Музыкальное видео
Музыкальное видео на песню появилось 23 июня 2006 года. В клипе снялись сразу несколько знаменитостей: актрисы Кристина Эпплгейт, Кристина Милиан и Ева Лонгория, а также модель Мария Менунос, актёр Энди Дик и телеведущий Райан Сикрест. Режиссёром клипа стал Бретт Ратнер, работавший также над предыдущим видео Симпсон на песню «These Boots Are Made for Walkin». В чарте Billboard Hot Videoclip Tracks видео достигло 5-й позиции.

## История релиза
| Страна         | Дата            |
| -------------- | --------------- |
| Австралия      | 26 июня 2006    |
| США            | 29 июня 2006    |
| Канада         | 29 июня 2006    |
| Япония         | 29 июля 2006    |
| Великобритания | 5 февраля 2007  |
| Германия       | 16 февраля 2007 |

## Чарты

### Еженедельные чарты
| Чарт (2006—2007)                       | Высшая позиция |
| -------------------------------------- | -------------- |
| Австралия (ARIA)                       | 17             |
| Канада (Billboard CHR/Top 40)          | 13             |
| Канада (Billboard Hot AC)              | 46             |
| European Hot 100 Singles               | 63             |
| Германия (GfK)                         | 72             |
| Global Dance Songs (Billboard)         | 36             |
| Hungary (Mahasz)                       | 32             |
| Ирландия (IRMA)                        | 9              |
| Romania (Romanian Top 100)             | 67             |
| Словакия (Rádio — Top 100)             | 74             |
| South Korea GAON (International Chart) | 111            |
| Шотландия (OCC Scotland)               | 10             |
| Швеция (Sverigetopplistan)             | 36             |
| Великобритания (OCC UK Singles)        | 20             |
| UK Physical Singles (OCC)              | 6              |
| США (Billboard Hot 100)                | 14             |
| США (Billboard Adult Pop Airplay)      | 36             |
| США (Billboard Dance Club Songs)       | 1              |
| США (Billboard Dance/Mix Show Airplay) | 6              |
| США (Billboard Pop Airplay)            | 16             |
| Venezuela Pop Rock (Record Report)     | 11             |

### Ежегодные чарты
| Страна                  | Позиция |
| ----------------------- | ------- |
| US Hot Dance Club Songs | 36      |
| US Pop 100 Songs        | 92      |

### Сертификации
| Регион | Сертификация | Продажи  |
| --- | ------------ | -------- |
| США (RIAA) | Золотой      | 500 000^ |
| * Данные о продажах приведены только на основе сертификации. ^ Данные о тиражах приведены только на основе сертификации. |              |          |